# Kereszty István
Kereszty István László (Pest, 1860. május 22. – Budapest, 1944. február 8.) zenekritikus, zeneszerző, bibliográfus, Kereszty Géza Viktor kanonok öccse, Kereszty Jenő orgonaművész apja.

## Élete
Kereszty Béla homeopata orvos, 1848-49-es honvéd (meghalt 1896. október 17-én Budapesten 87. évében) és Hesz Karolin fia. A gimnázium I-IV. osztályát Pesten, a kegyesrendieknél, az V-et a Dúshegyi Márton reálgimnáziumában, a VI-at az akkor VII. kerületi, később V. kerületi királyi katolikus gimnáziumban, a VII. és VIII-at a reformátusoknál végezte (1879), ahol mint az önképzőkör tevékeny tagja költeményeivel több díjat nyert. Azután az egyetem bölcseleti karának hallgatója lett és az maradt azután is, amikor 1883 májusában tanári oklevelet nyert a magyar és német nyelvből és irodalomból (ugyanekkor nyert tornatanítói oklevelet is.) 1885 májusában franciából is tett alapvizsgálatot. 
Már egyetemi évei alatt vetette magát egész szenvedéllyel zeneelméleti és történeti tanulmányokra. Tanított 1884-85-ben a VII. kerületi állami gimnáziumban éneket, 1885 és 1897 között a főváros több polgári és kereskedelmi iskolájában francia és német nyelvet. 1905 és 1907 között a Medve Utcai Polgári Iskolában francia nyelvet tanított. Múzeumi szolgálatát 1884. október 4-én mint napidíjas kezdte; 1888. március 7-én gyakornokká, 1894. július 13-án segédőrré neveztetett ki. 
Titkára volt a magyarországi tornatanítók egyesületének 1887-89-ben, a zenetanárok országos egyesületének 1889-91-ben, a budapesti zeneművész körnek 1892-94-ben és jegyzője a Magyar Zeneszerzők Társaságának 1897 júniusától. 1905-től az Országos Széchényi Könyvtár hírlaptárát vezette, 1920-tól a zeneműtár megszervezésén dolgozott. 
1922-ben vonult nyugdíjba.

## Álnevei és jegyei
Plus Ypsilon, Verus, Verus Severus, +, +y, K-r Eszti, K. I, -tyán.

## Cikkei és írásai
Költeményei és cikkei a következő hirlapokban és folyóiratokban jelentek meg: Földgömb (1880. költ.), Eger (1883-84. költ.), Tornaügy (1883-tól 1892-ig belső munkatársa, 1885. és 1888. költ., főbb czikkei: 1884. Dísztornázások, 1885. Toborzás, 1886. A tornázás akadályai, Szükséges-e a dísztornázás? 1888. Irányok, 1889. Egy szó. A tél előtt és könyvism., 1890. Még egyszer a nevelés szerepe a tornatanításban, Ne vesztegeljünk, 1891. A magyar tanulók I. országos tornaversenye, Bokelberg Ernő); Figyelő (1883. Vajda Péter «Az ember» cz. kiadatlan költeménye, 1884. Vajda Péter); Harmonia (1885. A magyar zene érdekében. A legújabb magyar zenealbumok, A magyar zenéről és könyvism.); Pesti Napló (1886. 349. sz. A bűvös vadász szerzőjéről, 1887. 156. sz. könyvism.); Zenelap (1886-92. belső munkatárs, főbb czikkei: 1886. Még egyszer az operáról, Zenei műveltségünk, A nemzet hálája, Százéves jubileum, 1887. könyvismertetés, 1888. Liszt szobra, Operánk 1888-ban, könyvismertetés, 1889. A Nibelung gyűrűje, Huber Károly, Wagner Rikhard és Erkel, Mailtart és Auber operái, Zeneoktatásunkról, 1890. Néhány szó az operáról. Erkel Sándor jubileuma, Operánkról, Marschner operája, A főváros filharmoniai társulata, 1891. A programmzene kérdése. Az operaház igazgatója, 1892. Cornelius operája, Egyházi zenei ösztöndíj, A zenetanárok országos egyesülete, A budapesti zeneművészek köre, Pauli Rikhard, Rózsavölgyi Gyula, Bayreuthi ünnepnapok, 1897, D'Albert operája); M. Salon (1889. A Nibelung gyűrűje, Bayreuth, 1891. A zene jelentősége, 1893. Wagner operája); Budapesti Ujság (1890. belső munkatárs, 125. sz. Magyar zenei kincsek, 169. sz. könyvism.); M. Szemle (1890. könyvism. 1891. Irodalmunk története, 1892. Régi jó magyar zene); Nemzet (1890, 167. sz. könyvism., 210., 215. sz. esti k. Bayreuthból); Ország-Világ (1891. 26. Hugó Victor költ.); Független Ujság (1861. 1. sz. Magyar zenét! 2. sz. Reményi Ede hangversenye, 72. sz. A pálya előtt, 92. sz. Mire jó a két hónapos szünet?); Fővárosi Hiradó (1891. Molnár György, Rákosi Jenő); M. Állam (1891. 36. sz. könyvism.); Zenevilág (1891. A magyar zene tudományos tárgyalása, Nemzeti zene és még valami, Egyházi zenénk); Pesti Hirlap (1892-93. árp. belső munkatárs, 1891. 181. sz. Zenetanárok nevelése, 218. sz. A magyar zene elméletéhez, 359. sz. Cornelius operája, 1892. 24. sz. Mascagni operája, 30. sz. Sztonajovits operettje, 60. sz. A százéves Rossini, 99., 101., 340., 342. sz. Wagner operái, 203-265. sz. 144 iskolai értesítő, 1893. 7. sz. Zenei ideálok, 22., 78., 87. Ballet és operák ism., 120. sz. Beliczay Gyula, 140. sz. A magyar tanulók II. országos tornaversenye, 1894. 6. sz. Mit dolgozott Jókai? 1896. 1. sz. Zsurnalothéka); Emléklapok az 1892. orsz. dal- és jubileumi ünnepély alkalmára (Magyar zenei miveltség, Indítvány); M. Géniusz (1892-93. a zenei rovat vezetője, 1892. 1893. Mihalovich Ödön, Koessler János); Fő- és Székvárosi Hirlap (1893. Az intendáns-kérdés, Operai dolgok); Hazai Szalon (1894. Paulay utóda); Jókai (1894. Inkei Gizella, Jókai és színházaink, Színházi táborkarunk); Dunántuli Hirlap (1894. 47. sz. Tóth Kálmán); Zene- és Színművészeti Lapok (1893. 13. Alkotmányrevizió, 1896. Magyar műzene, Az elmult operaévad Ábrányiné, Schumann Klára); Élet (1893-94. Budapesti zeneévad, Puccini operája, 1894-95. Massenet operája, A filharmoniai társulat, Bizet és Spinelli operái, A fővárosi zenekritika, A m. kir. opera esztendeje); Hazánk (1894. okt.-1895. márcz. és szept.-től 1897. jan, belső dolgozótárs, 1894. 282., 296., 319. sz. Massenet és Hubay operái, 529. Rubinstein, 344. Wagner operája, 1895. 20. stb. szám. Kérünk igazgatót, öt czikk, 34. sz. Humperdinck operája, 59. sz. Mihalovich Ödön operája, 63. sz. Turolla Emma, 65. sz. Wagner Szigfrid mint karnagy, 272., 281. sz. Elbert Imre és Auber operája, 296. A magyar hangverseny 297., 398., 301. Mascagni, 305. Szabados Béla operája, 353. karácsonyi sz. A zenésztehetségről, 1896. 16., 53., 67., 80. Farkas Ödön, Kerner, Kienzl, Hubay operái, 93. Egyházi zenénk, 118. Erkel Hunyadi Lászlója, 153. A magyar szent korona, 151. A nagy diákhangverseny, 273., 274. Goldmark operája, 329. Czobor Károly operája, 350. könyvism., 1897. I. könyvismertetés, 10., 30., 31. Mader balettje és Giordano operája); Zeneirodalmi Szemle (1894-95. kritikai szemle sat.); Művészeti Lapok (1895-1896. Kritikai szemle, Hubay és Zichy operái., Az ezredévi kiállításból három czikk, Gobbi Henrik); M. Könyvszemle (1895. A m. n. múzeum hirlaposztálya, németül az Ungar. Revueben, 1896. Az idegen nyelvű hazai hirlapirodalom, 1897. ugyanarról és Folyóiratok a könyvtárban); Tiszántúl (1896. 2. Magyar Zene? 43. Új Othello); Független Ujság (1896. Egy élet); Központi Tudósító (1896. Egy modern elv, Hirlapírók kongresszusa); Általános Tudósító (1897. A test, A magyar hirlapirodalom); Vasárnapi Ujság (1897. Aggházy Károly, Leoncavallo); Reggeli Ujság (Agházy és Leoncavallo operái, 1148 hirlapunk); Magyar Kritika (1897. könyvismertetés). A Pallas nagy Lexikonában néhány hazai s az összes idegen zenészek életrajza.

## Szövegei és fordításai
Kisebb zeneművek (zongorára, énekre) az Eredeti Magyar Daltárban, Goll János Énektanában; az utóbbiban és Harrach gyűjteményeiben számos énekszöveg verses fordítása.
- Az udvari bolond, dalműszöveg 1 felv. (Szigligeti vígjátékából 1888);
- Parsifal, Wagner Rikhard ünnepi játéka, ford. 1888.;
- A bagdádi borbély, Cornelius Péter dalműve, ford. 1889.

Mintegy 100 karének- és dalszöveg az országos zeneakadémia és a nemzeti zenede zeneműtárában; az országos zeneakadémia megbízásából: Bussler, Zenei formák tana (ford. befejezetlen.)

## Fontosabb művei
- Az ellenpont tana, Dehn Siegfried Vilmos hátrahagyott műve Scholz Bernát átdolgozásában. Fordítás. Kiadva a vallás- és közoktatási m. kir. miniszterium megbízásából. Budapest, 1893
- A magyar és a magyarországi sajtó a Múzeumban 1705–1867 (Magyar Könyvszemle, 1914)
- A magyar és magyarországi időszaki sajtó időrendi áttekintése 1705–1867 (Budapest, 1916) Online